# Wolfgang Arlt
Wolfgang Arlt ist ein deutscher Thermodynamiker. Er war bis zu seiner Emeritierung 2018 Professor zunächst an der TU Berlin und seit 2004 an der Friedrich-Alexander-Universität Erlangen-Nürnberg.

## Leben
Nach dem Studium der Chemie mit Schwerpunkt Physikalische Chemie an der Universität Dortmund wurde er 1976 wissenschaftlicher Mitarbeiter von Ulfert Onken an derselben Universität im Bereich Chemietechnik. Während seiner Promotion wirkte er am Aufbau der Dortmunder Datenbank mit. Nach Abschluss der Promotion zum Dr.-Ing. wechselte er 1981 zur Firma Bayer, wo er an thermischen Trennverfahren arbeitete. 1987 wechselte er firmenintern in die Kunststoffforschung und wirkte in leitender Position am Aufbau einer Produktionsanlage für einen thermoplastischen Kunststoff in Antwerpen mit. Nach Abschluss dieser Arbeiten kehrte er in die verfahrenstechnische Abteilung nach Leverkusen zurück.
1992 nahm er einen Ruf als Professor für Thermodynamik und Thermische Verfahrenstechnik an der Technischen Universität Berlin an. Während dieser Zeit entwickelte er unter anderem ein Recycling-Verfahren für vermischte Thermoplaste (z. B. Verpackungsmaterial). Ein Teil des Erlöses des entsprechenden Patents stiftete er zugunsten des von Prof. Knapp begründeten Philotherm-Preises mit dem Studenten für besondere Leistungen im Fach Thermodynamik ausgezeichnet werden. 2004 wechselte er an die Friedrich-Alexander-Universität Erlangen-Nürnberg, wo er seitdem den Lehrstuhl für Thermische Verfahrenstechnik innehatte. 2009 begründete er den Siegfried-Peter-Preis für Hochdrucktechnik, der in der Regel alle zwei Jahre für herausragende Forschungsarbeiten auf dem Gebiet der Hochdruckverfahrenstechnik verliehen wird.
Er war von 2011 bis Anfang 2017 Sprecher der wissenschaftlichen Leitung des von ihm initiierten Energie Campus Nürnberg.

## Arbeitsschwerpunkte
Seine Arbeitsschwerpunkte sind die Mischphasenthermodynamik, thermische Trennverfahren wie die Destillation und die Chromatographie, Stoffdatenbestimmung, Ionische Flüssigkeiten und die Energietechnik. Ein besonderer Schwerpunkt seiner Forschung in den letzten Jahren waren sogenannte Flüssige organische Wasserstoffträger.

## Auszeichnungen
2014 wurde er mit dem Preis „Gestalter der Energiewende 2014“ ausgezeichnet. 2018 erhielt er die Emil Kirschbaum-Medaille für seine wegweisenden Entwicklungen in der Fluidverfahrenstechnik. Zusammen mit Peter Wasserscheid und Daniel Teichmann war er für den Deutschen Zukunftspreis 2018 für seine Arbeiten zur Entwicklung der Flüssigen Organischen Wasserstoffträger (LOHC) nominiert. Im November 2022 wurde ihm das Verdienstkreuz am Bande des Verdienstordens der Bundesrepublik Deutschland verliehen.